# Assedio di Deventer
L'assedio di Deventer del 1456 fu un assedio condotto dal duca Filippo il Buono di Borgogna contro la chiesa, la nobiltà e le città dell'Oversticht (Overijssel), ed in particolare di Deventer.
Nel corso del XV secolo i duchi di Borgogna divennero sempre più influenti nei Paesi Bassi, richiedendo un governo sempre più centralizzato nel paese. Nel 1456 il duca Filippo il Buono decise di far creare suo figlio illegittimo Davide di Borgogna quale successore di Rudolf van Diepholt come vescovo di Utrecht. Le città dell'Overijssel e la nobiltà presentarono le loro opposizioni al signore borgognone e pianificarono comunque di non riconoscere ufficialmente la scelta fatta unilateralmente da Filippo. Essi, pertanto, con la complicità del capitolo della cattedrale di Utrecht, favorirono un altro candidato, Gijsbrecht van Brederode.
Filippo quindi decise di prendere le armi e di assediare Deventer. L'assedio durò 5 settimane alla fine delle quali la città, sconfitta, accettò le condizioni di Filippo e la nomina del nuovo vescovo come signore temporale e spirituale della città e del suo vescovato.